# Prosopocera gracillima
Prosopocera gracillima là một loài bọ cánh cứng trong họ Cerambycidae.